# IC 3445
IC 3445 је елиптична галаксија у сазвјежђу Дјевица која се налази на листи објеката дубоког неба у Индекс каталогу.
Деклинација објекта је + 12° 44' 16" а ректасцензија 12h 31m 19,4s. Привидна величина (магнитуда) објекта IC 3445 износи 15,4 а фотографска магнитуда 16,4. IC 3445 је још познат и под ознакама VCC 1353, PGC 41432.